# Pax meadei
Espèce
Synonymes
- Lachesis meadii O. Pickard-Cambridge, 1872

Pax meadei est une espèce d'araignées aranéomorphes de la famille des Zodariidae.

## Distribution
Cette espèce se rencontre en Israël, en Palestine en Cisjordanie et en Jordanie.

## Description
Le mâle décrit par Jocqué en 1991 mesure 5,00 mm et la femelle 6,83 mm.

## Systématique et taxinomie
Cette espèce a été décrite sous le protonyme Lachesis meadii par O. Pickard-Cambridge en 1872. Elle est placée dans le genre Pax par Levy en 1990.

## Étymologie
Cette espèce est nommée en l'honneur de Richard Henry Meade.

## Publication originale
- O. Pickard-Cambridge, 1872 : « General list of the spiders of Palestine and Syria, with descriptions of numerous new species, and characters of two new genera. » Proceedings of the Zoological Society of London, vol. 1872, p. 212-354 (texte intégral).